# Municipio de Xico
El municipio de Xico es uno de los 212 municipios en que se encuentra dividido el estado mexicano de Veracruz. Su cabecera es la ciudad de Xico.

## Geografía
El municipio se encuentra localizado en la zona central del estado de Veracruz, directamente al suroeste de la Zona metropolitana de Xalapa. Tiene una extensión territorial de 179.571 kilómetros cuadrados que representan el 0.25% de la extensión total de Veracruz. Sus coordenadas geográficas extremas son 19° 22' - 19°33′ de latitud norte y 96°54′ - 97°9′ de longitud oeste, y su altitud va de un mínimo de 700 a un máximo de 4200 metros sobre el nivel del mar en la cima del Cofre de Perote.
Limita al noroeste con el municipio de Perote, al noreste y este con el municipio de Coatepec, al sureste y sur con el municipio de Teocelo, al suroeste con el municipio de Ixhuacán de los Reyes y al oeste con el municipio de Ayahualulco.

## Demografía
De acuerdo a los resultados del Censo de Población y Vivienda de 2010 realizado por el Instituto Nacional de Estadística y Geografía, la población total de Xico asciende a 35 188 personas.
La densidad poblacional es de 195.96 habitantes por kilómetro cuadrado.

### Localidades
El municipio incluye en su territorio un total de 84 localidades. Las principales, considerando su población del censo de 2010 son:
| Localidad                       | Población |
| Total Municipio                 | 35 188    |
| Xico                            | 18 652    |
| San Marcos de León (San Marcos) | 7 256     |
| Colonia Úrsulo Galván           | 1 722     |
| Tonalaco                        | 1 202     |
| Tembladeras                     | 467       |

## Política

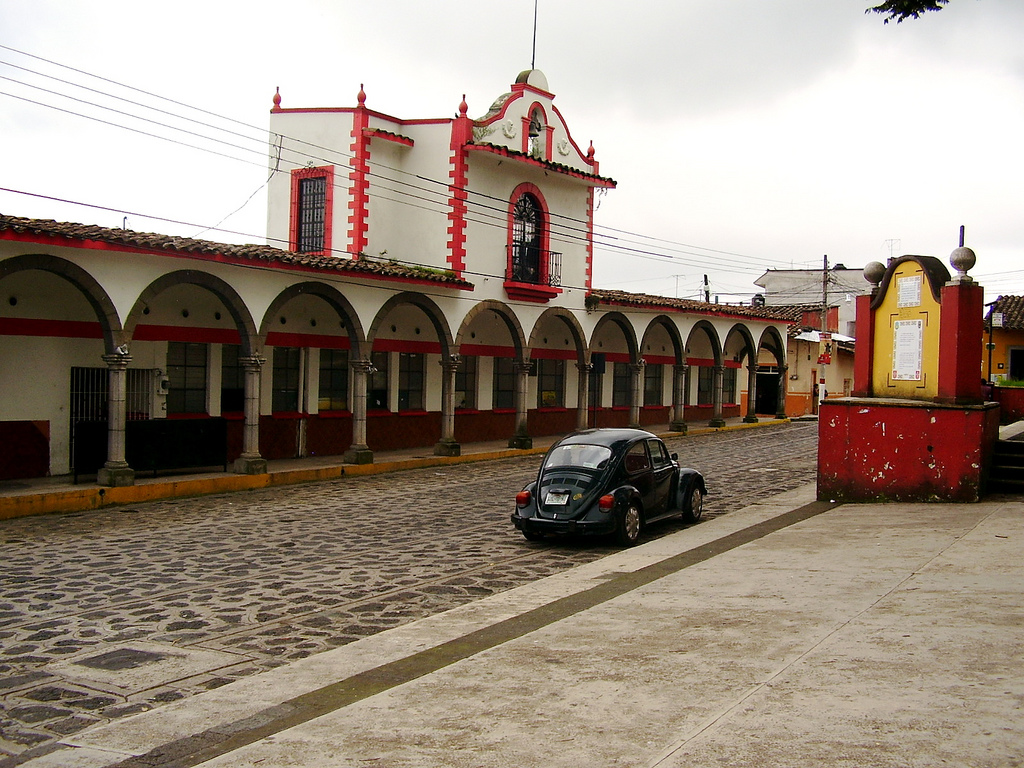
Palacio del Ayuntamiento

### Representación legislativa
Para la elección de diputados locales al Congreso de Veracruz y de diputados federales a la Cámara de Diputados federal, el municipio de Xico se encuentra integrado en los siguientes distritos electorales:
Local:
- Distrito electoral local de 12 de Veracruz con cabecera en Coatepec.[4]

Federal:
- Distrito electoral federal 9 de Veracruz con cabecera en Coatepec.[5]